# Table Rock (Nebraska)
Table Rock – wieś w Stanach Zjednoczonych, w stanie Nebraska, w hrabstwie Pawnee.